# Peter Blusch
Peter Blusch (* 11. Juni 1942 in Breslau) ist ein ehemaliger deutscher Fußballspieler. Der Verteidiger hat von 1964 bis 1971 in der Fußball-Bundesliga für die Vereine Eintracht Frankfurt, 1. FC Köln und 1. FC Kaiserslautern insgesamt 174 Bundesligaspiele absolviert und zehn Tore erzielt.

## Laufbahn

### Siegen, bis 1964
Peter Blusch wurde 1942 als Peter Bluskowicz im deutschen Osten geboren und gelangte bald nach Kriegsende mit seiner Familie ins Siegerland. Er begann bereits als Kind in der Jugend der Sportfreunde Siegen, wo er vom langjährigen Jugendtrainer Rudi Brückmann als vielversprechendes Talent entdeckt wurde. Als 18-Jähriger erhielt er 1960 auf Anhieb einen Stammplatz in der 1. Mannschaft der Sportfreunde, welche unter Trainer Herbert Schäfer die Meisterschaft in der Verbandsliga Westfalen und damit den Aufstieg in die 2. Liga West erreichte. An der Seite von Mitspielern wie Paul Haase, Albert Kühn und Gerhard Neuser war Blusch von 1961 bis 1963 in der westdeutschen 2. Division aktiv. Siegen belegte 1962 den achten und 1963 den fünften Rang und Blusch hatte insgesamt 46 Zweitligaspiele absolviert und sechs Tore erzielt. Im Debütjahr der neuen zweitklassigen Regionalliga West, in der Saison 1963/64, belegte Siegen in einer 20er-Staffel den 18. Rang und musste durch vier Absteiger bedingt, ins Amateurlager zurückkehren. Am ersten Regionalligaspieltag, den 4. August 1963, hatte sich Siegen in einem Heimspiel gegen die SpVgg Herten nach einem 1:1 getrennt. Als rechter Außenläufer im damaligen WM-System hatte Blusch in der 74. Minute den 1:1-Ausgleichstreffer gegen die von Rudi Assauer und Günter Graetsch angeführten Gäste aus Herten erzielt. Blusch absolvierte in der Regionalliga 25 Spiele und erzielte vier Tore. Am Rundenende trotzte Siegen Borussia Mönchengladbach am 10. Mai 1964 ein weiteres 1:1-Remis ab. Hennes Weisweiler hatte am 27. April 1964 die Borussia als Trainer übernommen und trat mit späteren Bundesligagrößen wie Horst-Dieter Höttges, Heinz Lowin, Egon Milder und Günter Netzer an.

### Bundesliga, 1964 bis 1971
1964 wechselte Blusch zu Eintracht Frankfurt in die 1. Bundesliga. Dort absolvierte er insgesamt 110 Spiele. Er debütierte unter Trainer Ivica Horvat am vierten Rundenspieltag, den 12. September 1964, in der Bundesliga. Die Eintracht gewann ihr Auswärtsspiel mit 3:1 beim MSV Duisburg. Er agierte als rechter Außenläufer und bildete zusammen mit Dieter Lindner (linker Außenläufer) und den zwei Halbstürmern Horst Trimhold und Wilhelm Huberts die Mittelfeldachse der Eintracht. Ab der Saison 1965/66 erlebte er drei Jahre die Arbeit von Trainer Elek Schwartz und damit die Einführung des 4:2:4-Systems. Seine drei totalen Feldverweise allein in der Saison 1966/67 sind immer noch Bundesligarekord.
Zur Saison 1968/69 wechselte er an den Rhein zum Pokalsieger des Jahres 1968, den 1. FC Köln. Neben Blusch standen FC-Trainer Hans Merkle auch noch die weiteren Neuzugänge Werner Biskup und Ludwig Bründl zur Verfügung; am Rundenende konnten die Kölner aber mit 32:36 Punkten nur knapp den Klassenerhalt sichern. Blusch hatte in 25 Ligaspielen mitgewirkt. Auf internationalem Boden bewährte er sich im Europapokal der Pokalsieger in acht Einsätzen gegen Girondins Bordeaux, ADO Den Haag, SK Freja Randers und den FC Barcelona, wobei man im Halbfinalrückspiel am 19. April 1969 nach einer 1:4-Auswärtsniederlage gegen Barcelona die Finalteilnahme verfehlte. Im zweiten Trainerjahr unter „Granit-Hans“ ging es in der BL-Tabelle wieder nach vorne, der FC erreichte den 4. Rang. Blusch hatte an der Seite der beiden starken Neuzugänge Manfred Manglitz und Bernd Rupp 19 Ligaspiele absolviert und dabei drei Tore erzielt.
Zur Saison 1970/71 ging er zum 1. FC Kaiserslautern, für den er 20 mal spielte und beim Erreichen des 8. Ranges zwei Tore erzielte. Auf dem Betzenberg erfuhr er die Trainerablösung von Gyula Lóránt Anfang März 1971 durch den vormaligen Co-Trainer Dietrich Weise. Sein letztes Bundesligaspiel bestritt der kopfball- und zweikampfstarke Busch am 29. Mai 1971 bei einem 3:0-Heimerfolg gegen den MSV Duisburg. Als Vorstopper hatte er dabei die FCK-Defensive vor Torhüter Josef Stabel sowie den Abwehrkollegen Günther Reinders, Dietmar Schwager und Fritz Fuchs gebildet.
In seiner Karriere erzielte der Abwehr- und Mittelfeldspieler insgesamt 10 Tore.
1965 befand sich Peter Blusch sogar auf dem Sprung in die Fußballnationalmannschaft. Am 10. März 1965 kam er im B-Länderspiel gegen die Niederlande als rechter Verteidiger vor Torhüter Manfred Manglitz zum Einsatz. Im selben Spiel gaben auch Franz Beckenbauer und Günter Netzer ihr internationales Debüt.

### Schweiz, 1971 bis 1976
Nach seiner Bundesligazeit spielte Blusch noch für Neuchâtel Xamax in der Schweiz und war Spielertrainer beim FC Vaduz in Liechtenstein. Mit Neuchâtel Xamax wurde Blusch 1972/73 Meister in der NLB und schaffte damit den Aufstieg in die 1. Liga, wo er 1973/74 den 7. Platz mit dem Aufsteiger belegte und als Höhepunkt in das Cup-Finale einzog. Das verlor er aber am 15. April 1974 im Wankdorfstadion in Bern vor 30.000 Zuschauern mit seiner Mannschaft mit 2:3 gegen den FC Sion. Der ehemalige Münchner Torjäger Rudi Brunnenmeier war 1971/72 und der niederländische Ex-Nationalspieler Pierre Kerkhoffs von 1971 bis 1973 Mitspieler von Blusch bei Xamax.
Nach drei Runden in Neuchâtel spielte er jeweils noch eine Saison beim FC Luzern (1974/75) und dem FC Biel-Bienne (1975/76), ehe er seine Karriere beim FC Vaduz in Liechtenstein beendete.

## Vereine
- 1963–1964 Sportfreunde Siegen
- 1964–1968 Eintracht Frankfurt
- 1968–1970 1. FC Köln
- 1970–1971 1. FC Kaiserslautern
- 1971–1974 Neuchâtel Xamax
- 1974–1975 FC Luzern
- 1975–1976 FC Biel-Bienne (Spielertrainer)
- FC Vaduz (Spielertrainer)

## Statistik
- 1 B-Länderspiel (1965) für Deutschland

- 1. Bundesliga
- 110 Spiele; 5 Tore Eintracht Frankfurt
- 044 Spiele; 3 Tore 1. FC Köln
- 020 Spiele; 2 Tore 1. FC Kaiserslautern

- Nationalliga A (Schweiz)
- 016 Spiele; 2 Tore Neuchâtel Xamax
- 025 Spiele; 3 Tore FC Luzern
- 008 Spiele; 2 Tore FC Biel-Bienne

- Regionalliga West
- 025 Spiele; 4 Tore Sportfreunde Siegen

- DFB-Pokal
- 002 Spiele 1. FC Köln

- Europapokal der Pokalsieger / UEFA-Pokal
- 008 Spiele; 2 Tore 1. FC Köln

## Erfolge
- 1970 Deutscher Vizemeister